# コパスカー・FD04
コパスカー・FD04 (Copersucar FD04) は、フィッティパルディ・オートモーティヴが開発したフォーミュラ1カー。デザイナーはリチャード・ディヴィラ。

## 開発の歴史
FD04はそれまでのFD01、FD02、FD03とほぼ同型であったが開発が進んだことで戦闘力は向上していた。
1976年シーズンはマクラーレンからエマーソン・フィッティパルディが移籍し、インゴ・ホフマンとの2台体制で戦うこととなる。開幕戦のブラジルグランプリでフィッティパルディはFD4、ホフマンはFD3をドライブする。フィッティパルディは予選5位、決勝13位であった。第3戦アメリカ西グランプリではホフマンもFD4をドライブするが、予選落ちした一方、フィッティパルディは予選16位、決勝6位と、FD4で初のポイントを獲得した。ホフマンは第4戦、第8戦でもFD4で参加したが、いずれも予選落ちしている。フィッティパルディは第6戦モナコおよび第9戦イギリスでもそれぞれ6位に入賞し、シーズンで3ポイント獲得、ランキング17位となった。
1977年シーズンになると車体のカラーはそれまで銀色であったが、黄色をベースとした物に変更された。フィッティパルディは開幕戦で4位入賞、ホフマンは予選通過したもののリタイアとなった。第2戦でもフィッティパルディは4位に入賞し、ホフマンは7位となった。第3戦からはフィッティパルディの1台体制となる。第4戦のアメリカ西グランプリでも5位に入りポイントを獲得。その後第7戦ベルギーグランプリで新車のフィッティパルディ・F5が投入される。FD5は第8戦のスウェーデングランプリでも使用されたが、これが最後となった。

## F1における全成績
(key) （太字はポールポジション）
| 年     | エンジン                       | タイヤ | ドライバー                     | 1   | 2   | 3   | 4   | 5   | 6   | 7   | 8   | 9   | 10  | 11  | 12  | 13  | 14  | 15  | 16  | 17  | ポイント | 順位 |
| ------ | ------------------------------ | ------ | ------------------------------ | --- | --- | --- | --- | --- | --- | --- | --- | --- | --- | --- | --- | --- | --- | --- | --- | --- | -------- | ---- |
| 1976年 | フォード-コスワース DFV 3.0 V8 | G      |                                | BRA | RSA | USW | ESP | BEL | MON | SWE | FRA | GBR | GER | AUT | NED | ITA | CAN | USA | JPN |     | 3        | 11位 |
| 1976年 | フォード-コスワース DFV 3.0 V8 | G      | エマーソン・フィッティパルディ | 13  | 17  | 6   | Ret | DNQ | 6   | Ret | Ret | 6   | 13  | Ret | Ret | 15  | Ret | 9   | Ret |     | 3        | 11位 |
| 1976年 | フォード-コスワース DFV 3.0 V8 | G      | インゴ・ホフマン               |     |     | DNQ | DNQ |     |     |     | DNQ |     |     |     |     |     |     |     |     |     | 3        | 11位 |
| 1977年 | フォード-コスワース DFV 3.0 V8 | G      |                                | ARG | BRA | RSA | USW | ESP | MON | BEL | SWE | FRA | GBR | GER | AUT | NED | ITA | USA | CAN | JPN | 11       | 9位  |
| 1977年 | フォード-コスワース DFV 3.0 V8 | G      | エマーソン・フィッティパルディ | 4   | 4   | 10  | 5   | 14  | Ret |     | 18  |     |     |     |     |     |     |     |     |     | 11       | 9位  |
| 1977年 | フォード-コスワース DFV 3.0 V8 | G      | インゴ・ホフマン               | Ret | 7   |     |     |     |     |     |     |     |     |     |     |     |     |     |     |     | 11       | 9位  |